# آزالیا پارک (فلوریدا)
آزالیا پارک (به انگلیسی: Azalea Park) یک منطقهٔ مسکونی در ایالات متحده آمریکا است که در شهرستان اورنج، فلوریدا واقع شده‌است. آزالیا پارک ۸٫۴ کیلومتر مربع مساحت و ۱۲٬۵۵۶ نفر جمعیت دارد و ۲۹ متر بالاتر از سطح دریا قرار دارد.